# Boris Godunow (Drama)
Boris Godunow (russisch Бори́с Годуно́в) ist ein 1825 entstandenes Drama von Alexander Sergejewitsch Puschkin.
Nachdem sich Friedrich Schiller schon mit der historischen Person des Boris Godunow in dem Fragment gebliebenen Trauerspiel Demetrius auseinanderzusetzen begonnen hatte, gelang Puschkin in seinem Drama Boris Godunow eine mitreißende Szenenfolge über die Verlockung der Macht, über Ohnmacht und Wankelmut des Volkes. Das Stück ist im Geist und Stil der Historiendramen von William Shakespeare gehalten. Es wurde 1825 geschrieben und 1831 veröffentlicht, jedoch von der Zensurbehörde erst 1866 zur Aufführung freigegeben. Es besteht aus 25 Szenen und ist hauptsächlich in Blankversen geschrieben.

## Adaptionen
Modest Mussorgski benutzte Puschkins Drama als eine der Textvorlagen für seine Oper Boris Godunow, deren Urfassung in der Zeit von 1868 bis 1870 entstand. Bis 1872 überarbeitete er das Werk und fügte weitere Szenen hinzu.
Sergei Bondartschuk verfilmte das Drama 1986. Seine Adaption lief im Wettbewerb der Internationalen Filmfestspiele von Cannes 1986.
Radio Stuttgart, der Vorläufer des Süddeutschen Rundfunks produzierte 1946 eine Hörspielfassung unter der Regie von Alfred Vohrer. Die Erstsendung fand am 7. April 1946 statt. Das Werk ist in keiner ARD-Rundfunkanstalt mehr verfügbar.

## Werk
- Alexander S. Puschkin, Boris Godunow, Reclam, Ditzingen 1986, ISBN 3150022126